# Humber (Herefordshire)
Humber – wieś i civil parish w Anglii, w hrabstwie Herefordshire. W 2011 civil parish liczyła 332 mieszkańców. Humber jest wspomniana w Domesday Book (1086) jako Humbre.